# Gemeinde Ljubno

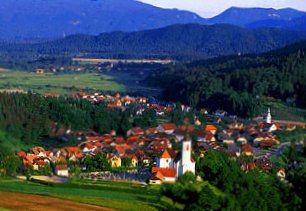
Die Ortschaft Ljubno

Ljubno (deutsch Laufen) ist der Name einer Gemeinde und ihres namensgebenden Hauptortes in der Region Oberes Savinja-Tal in der historischen Region Štajerska (Untersteiermark) in Slowenien.

## Lage
Die Gesamtgemeinde besteht aus neun Ortschaften. Der Hauptort Ljubno ob Savinji liegt in den Steiner Alpen am Zusammenfluss von Ljubnica und Savinja.

## Ortsteile der Gesamtgemeinde
- Juvanje  (dt. Juvaine)
- Ljubno ob Savinji (dt. Laufen an der Sann)
- Meliše (dt.  Mellische)
- Okonina (dt. Kirchdorf)
- Planina (dt. Montpreis)
- Primož pri Ljubnem (dt. Sankt Primusberg bei Laufen)
- Radmirje (dt. Frattmannsdorf)
- Savina (dt. Sannboden)
- Ter (dt. Thörberg)

## Nachbargemeinden
| Luče | Črna na Koroškem                            | Šoštanj                    |
| Luče | Kompassrose, die auf Nachbargemeinden zeigt | Mozirje, Rečica ob Savinji |
| Luče | Gornji Grad                                 | Rečica ob Savinji          |

## Geschichte
Seit fünf Jahrhunderten ist hier das Zentrum des Holzgewerbes. Bis zum Ende des Habsburgerreichs gehörte die Ortschaft zum Kronland Krain, wobei Ljubno eine selbständige Gemeinde im Gerichtsbezirk Radmannsdorf (politischer Bezirk Radmannsdorf) bildete. 2001 wurde ein Museum eingerichtet, das den Holzhandel und die Holzflösserei in dieser Zeit aufzeigt.

## Sport
1931 fanden die ersten Skisprungveranstaltungen in Ljubno statt. 1953 wurde die 60-m-Schanze eingeweiht und 1955 folgte die 25-m-Schanze für die Jugend. Im Savina Skisprungzentrum (Ljubno) finden seit 2006 Springen im Rahmen des Skisprung-Continental-Cups und seit 2012 auch im Skisprung-Weltcup der Damen statt.